# حرنبوش
حرنبوش (به عربی: حرنبوش) یک روستا در سوریه است که در ناحیه معره مصرین واقع شده‌است. حرنبوش ۳٬۷۸۵ نفر جمعیت دارد.